# Mary Carr Moore
Pour les articles homonymes, voir Carr et Moore.
Mary Carr Moore, née le 6 août 1873 et morte le 9 janvier 1957, est une compositrice, chef d'orchestre, chanteuse et éducatrice musicale américaine du XXe siècle. Elle est surtout connue aujourd’hui pour son lien avec la vie musicale de la côte ouest.

## Jeunesse
Mary Louise Carr nait le 6 août 1873 à Memphis, Tennessee. Sa mère, Sarah Pratt Carr (en), est ministre du culte unitarien et son père se nomme Byron Oscar Carr. Elle passe son enfance à Memphis et à Louisville, dans le Kentucky, jusqu'à l'âge de dix ans, lorsque sa famille déménage sur la côte ouest.
Douée pour la musique dès son plus jeune âge, Moore commence ses études à San Francisco en prenant des cours de composition avec JH Pratt et en étudiant le chant avec HB Pasmore. Elle commence à enseigner et à composer en 1889 ; une chanson qu'elle avait écrite cette année-là sera publiée plus tard. En 1894 elle tient le premier rôle dans sa première opérette, L'Oracle, créée par un groupe amateur à San Francisco. L'année suivante elle abandonne le chant pour se consacrer pleinement à l'enseignement et à la composition. En 1895 elle commence à enseigner à Lemoore, en Californie, avant de déménager à Seattle en 1901.

## Narcissa
Pendant son séjour à Seattle Moore commence à travailler sur sa deuxième œuvre scénique, la plus ambitieuse. Intitulé Narcissa, or The Cost of Empire, ce grand opéra en quatre actes raconte l'histoire de Marcus et de Narcissa Whitman (en) et de l'attaque de leur mission à Walla Walla en 1847. Sarah Carr en écrit le livret. Plusieurs artistes de renom viennent de New York pour se produire lors de la première, qui a lieu à Seattle en 1912. Aucun chef d’orchestre n’étant disponible, c'est Moore elle-même qui dirige la représentation. L'opéra n'arrive pas à obtenir un succès suffisant et disparait rapidement bien que Moore ait dirigé des reprises à San Francisco en 1925 et à Los Angeles en 1945. Narcissa, or The Cost of Empire peut légitimement prétendre être le premier grand opéra « américain », mais il n'a pas été reconnu et a été mal compris.

## David Rizzio
En 1932, Moore est chargée de composer un opéra destiné à être produit à Venise ; elle choisit comme sujet un épisode de la vie de Marie, reine d'Écosse. David Rizzio, un grand opéra en deux actes, est la seule œuvre de Moore écrite sur un livret italien. Lorsque la représentation à Venise échoue, un groupe d'organisations amateurs se rassemble et produit l'œuvre à Los Angeles.

## Fin de carrière
Moore continue à composer des opéras après David Rizzio, même si aucun ne rencontre beaucoup de succès. De 1928 à 1947 elle enseigne la théorie et la composition au Chapman College d'Orange, et de 1926 à 1943 elle est membre du corps enseignant de l'école de piano Olga Steeb (en). Elle travaille également à la promotion de la musique américaine, en organisant un <i>American Music Center</i> à Seattle en 1909 et en aidant de 1936 à 1942 compositeurs locaux à faire jouer leur musique à Los Angeles sous les auspices du Federal Music Project (en). En 1930 Narcissa remporte tardivement un Bispham Memorial Medal Award (en) et en 1936 Moore reçoit un doctorat honorifique en musique de Chapman.
Elle meurt le 9 janvier 1957 à Inglewood, en Californie, et est enterrée au cimetière d'Inglewood Park (en).

## Vie personnelle
Moore s'est mariée au début de sa vingtaine, mais le mariage n'a duré qu'un peu plus d'une décennie. Il a eu une fille, Marian Hall Moore, et deux fils, Byron Carr Moore et John Wesley Moore. En 1920 le recensement la mentionne comme remariée, mais cette relation se solde également par un divorce. Son fils, le Dr John Wesley Moore, meurt dans un accident d'avion en 1944 alors qu'il servait comme médecin militaire dans l'armée de l'air américaine. Elle a maintenu des liens familiaux étroits, soutenant plus tard pendant un certain temps sa fille divorcée, sa mère et ses deux petits-fils.

## Style de composition
Moore était une compositrice conservatrice, écrivant une musique en grande partie romantique. Le mouvement musical américain de l'ère « progressiste » a beaucoup inspiré Moore en tant que compositrice. Son étude précoce des modèles de composition européens de la fin du XIXe siècle a été tempérée par le fait qu'elle vivait sur la côte ouest, où les frontières entre l'élite et les styles musicaux vernaculaires avaient tendance à s'estomper. Certaines de ses chansons contiennent des qualités impressionnistes et rappellent Debussy. Dans ses œuvres ultérieures, comme dans David Rizzio, Moore fait un usage plus large de l'échelle tonale entière, mais son style reste essentiellement tonal jusqu'à la fin de sa carrière. Dans Légende provençale, une histoire d'amour, de foi et de sorcellerie qui se déroule au XVe siècle, le vocabulaire harmonique est encore élargi. Elle était violemment anti-moderniste ; on dit qu'elle a un jour quitté une représentation d'une pièce d'avant-garde parce qu'elle la rendait physiquement malade.

## Héritage
Mary Carr Moore est aujourd’hui principalement reconnue pour ses efforts en faveur de la vie musicale de la côte ouest. Elle a été l'une des premières compositrices à promouvoir l'opéra à Seattle et a souvent fait la promotion du travail de ses pairs aux côtés du sien. En tant qu'enseignante, elle a également promu le travail de ses élèves, allant même jusqu'à fonder un club de manuscrits pour l'interprétation régulière de leur musique. Parmi ses étudiants figurait la compositrice Addie Anderson Wilson.

## Enregistrements
Certaines des chansons de Moore ont été enregistrées par Evelyn de la Rosa et David Rudat pour Cambria Records en 1984.

## Œuvres
Elle a publié 65 chansons, 15 œuvres chorales et des pièces pour piano.
- The Oracle (1894), opéra
- Narcissa, or The Cost of Empire (1911), opéra
- The Leper (écrit en 1912), opéra
- Memories (1914), opéra
- Harmony (1917), opéra
- The Flaming Arrow, or, The Shaft of Ku' Pish-ta-ya (1922), opéra
- David Rizzio (1928), opéra
- Los Rubios (1931), opéra
- Flutes of Jade Happiness (1933), opéra
- Légende Provençale, opéra, jamais joué, partie orchestrale perdue orchestral